# Kurs (Dockingsystem)
Kurs (russisch Курс) ist ein Telemetriesystem, welches bei der Navigation und Steuerung zur Ankopplung russischer Sojus- und Progress-Raumschiffe an Raumstationen benutzt wird.
Das System wurde von NII TP (russisch НИИ Точных Приборов) entwickelt und von der Kiewer Radiofabrik gebaut. Es ist der Nachfolger des Igla-Annäherungssystems und wurde ab August 1986 zur Navigation bei Ankoppelmanövern der Sojus- und Progress-Schiffe an die sowjetische Raumstation Mir eingesetzt. Seit dem Beginn des Baus der Internationalen Raumstation wird es dort für die Kopplung der Progress-M-Frachter und der Sojus-TMA-Raumschiffe verwendet. Beim Annäherungsvorgang sendet das andockende Raumschiff Radarimpulse von verschiedenen Antennen aus. Die unterschiedliche Stärke der Signale an den Antennen erlaubt Kurs, die relative Position, Lage und Näherungsrate zu ermitteln und das Raumschiff entsprechend zu steuern. Das Kurs-System ist für automatische Rendezvous- und Ankoppelmanöver konzipiert, erlaubt es aber, im Not- oder Fehlerfall das ankoppelnde Raumschiff entweder von der Station oder bei Sojus-Kapseln von diesen aus zu steuern. Nach dem Ankoppeln wird das System aus Progress bzw. Sojus ausgebaut und mit einer späteren Space-Shuttle-Mission zur Erde zurückgenommen, um bei weiteren Missionen eingesetzt werden zu können.
Auch das europäische Automated Transfer Vehicle verwendete zur Kommunikation beim Anflug zur ISS das Kurs-System, allerdings wurde ein eigenes System zur Positionsbestimmung und Steuerung eingesetzt. Das ATV konnte daher nur automatisch an die Station ankoppeln.
Nach dem Zerfall der Sowjetunion im Jahr 1991 wurde Kurs Eigentum der Ukraine. Sein Hersteller ist ein Hauptkonkurrent der russischen Raumfahrtagentur Roskosmos. Mittlerweile wurde der Preis für das System erhöht. Roskosmos plant deshalb, das System durch ein eigenes zu ersetzen.